# The Return of Art Pepper
Albums de Art Pepper
The Route
(1956) Playboys
(1956)
The Return Of Art Pepper est un album d'Art Pepper contenant également une session de Joe Morello.

## L'album
L'album réunit deux sessions studio que le saxophoniste alto Art Pepper a enregistrées au milieu des années 50. Il revient alors au jazz après une année d'incarcération au Federal Penitentiary à Fort Worth au Texas. L'album contient l'une des 4 sessions qu'il a faites en leader en 1956 ainsi que 5 titres qu'il a enregistrés avec le Joe Morello Sextet. Il est composé de compositions originales d'Art (Pepper Returns, Angel Wings, Funny Blues,... ) et de standards (You Go To My Head, Yardbird Suite)

## Titres
- 1988 Blue Note - CDP 7 46863 2

- - 01. Pepper Returns 4:26
  - 02. Broadway 5:00
  - 03. You Go To My Head 4:18
  - 04. Angel Wings 4:43
  - 05. Funny Blues 4:38
  - 06. Five More 4:42
  - 07. Minority 4:19
  - 08. Patricia 3:38
  - 09. Mambo De La Pinta 4:16
  - 10. Walkin' Out Blues 5:56
  - 11. Pepper Steak 3:50
  - 12. You're Driving Me Crazy 5:08
  - 13. Tenor Blooz 5:01
  - 14. Yardbird Suite 5:44
  - 15. Straight Life 3:24

- 2001 Jazz West - TOCJ-9312

- - 01. Pepper Returns 4:27
  - 02. Broadway 5:00
  - 03. You Go To My Head 4:18
  - 04. Angel Wings 4:43
  - 05. Funny Blues 4:38
  - 06. Five More 4:42
  - 07. Minority 4:20
  - 08. Patricia 3:39
  - 09. Mambo De La Pinta 4:17
  - 10. Walkin' Out Blues 5:54

## Personnel
- 1-10 Art Pepper (as), Jack Sheldon (tp), Russ Freeman (p), Leroy Vinnegar (b), Shelly Manne (d).
- 11-15 Art Pepper (as/ts), Red Norvo (vb), Gerald Wiggins (p), Ben Tucker (b), Joe Morello (d).

## Dates et lieux
- 1-10 Capitol Studios, Los Angeles,  Californie, août 1956
- 11-15 Western Recorders, Los Angeles,  Californie, 3 janvier 1957

## CD références
- 1988 Blue Note - CDP 7 46863 2
- 2001 Jazz:West Records - TOCJ-9312

## Référence
- Liner notes de l'album Blue Note, Pete Welding, 1988.
- Liner notes de l'album Jazz:West Records, Don Clark, 1956